# 小林万里子 (シンガーソングライター)
小林 万里子（こばやし まりこ、1954年7月28日 - ）は、日本のシンガーソングライター。
1970年代後半のニューミュージック全盛期に、フォーライフ・レコードよりシングル「朝起きたら…」でデビュー。ラジオの深夜番組でとりあげられ、有線放送で大ヒット。井上陽水プロデュースのシングルとアルバムをリリース。一時引退するが、桂枝雀主演の芝居に作・演出の早坂暁の指名で出演して復活。復刻盤CDがリリースされ、現在もライブ中心に活動。

## 経歴

### デビューまで
神戸女学院中学部・高等学部を経て、早稲田大学に入学し、2ヶ月だけ通学。この時、兄の知人であるウーマンリブの女性活動家を通じて、榎美沙子と出会う。翌年、神戸大学に入学。釜ヶ崎の労働者の運動に参加したり、女性解放のサークルを結成したりする。軽音楽部に入るが、得意の下ネタの歌は拒否される。オリジナル曲「朝起きたら…」など数曲をつくり、レコード会社に送る。

### メジャー・デビュー
1978年、フォーライフ・レコードより、シングル「朝起きたら…」でデビュー。有線放送で大ヒット。深夜放送で人気となる。2枚目シングル「れ・い・ぷフィーリング」をリリースしたが、歌詞内容が問題となり、放送局で放送禁止となる。
1980年、井上陽水プロデュースの3枚目のシングル「すんまへんのブルース」をリリース。
1981年、フォーライフ・レコードより井上陽水プロデュースによる1stアルバムをリリースするも、販売ルートに乗らず、封印作品となる。
1982年、芸能界引退。以後、11年間の空白期間を過ごす。

### 芸能界復帰・再評価
1993年、桂枝雀主演の芝居に早坂暁の指名で出演。これをきっかけにシンガーとしての活動を再開。落語会などとのコラボレーションなど、幅広く活躍。
2003年1月20日ケンロードミュージックから1stアルバムにシングル音源などを追加して、復刻盤CDがリリースされた。
2006年7月10日、復刻盤CD再発売。
2007年12月27日、放送禁止歌を特集したTBSラジオの特別番組「Taboo Songs2 蘇る封印歌謡」で「れ・い・ぷフィーリング」が放送される。
2008年8月17日、読売テレビの情報番組「マヨブラ流」に出演。ブラックマヨネーズの吉田敬、小杉竜一をテーマに「ぶつぶつとハゲのブルース」を作詞・作曲し披露した。
2009年8月17日、フジテレビの音楽バラエティ番組『桑田佳祐の音楽寅さん 〜MUSIC TIGER〜』の「悩める人に届けたい歌スペシャル」で桑田佳祐が「朝起きたら…」をカバー。
2012年2月18日、TOKYO FMのラジオ番組『桑田佳祐のやさしい夜遊び』で特集され、すんまへんのブルース等数曲が番組で流れた。
2022年12月31日放送の『第73回NHK紅白歌合戦』に出場した桑田佳祐が世良公則、Char、野口五郎のギター伴奏にのせて「朝起きたら…」の替え歌を披露した。

## ディスコグラフィ

### シングル
| #                                  | 発売日                             | タイトル                           | B面                                | 規格                               | 規格品番                           |
| フォーライフ・レコード まりこ 名義 | フォーライフ・レコード まりこ 名義 | フォーライフ・レコード まりこ 名義 | フォーライフ・レコード まりこ 名義 | フォーライフ・レコード まりこ 名義 | フォーライフ・レコード まりこ 名義 |
| ---------------------------------- | ---------------------------------- | ---------------------------------- | ---------------------------------- | ---------------------------------- | ---------------------------------- |
| 1st                                | 1978年12月                         | 朝起きたら…                        | 男がつかない                       | EP                                 | FLS-1038                           |
| 2nd                                | 1979年8月                          | れ・い・ぷフィーリング             | 男といるのに                       | EP                                 | FLS-1052                           |
| フォーライフ・レコード             |                                    |                                    |                                    |                                    |                                    |
| 3rd                                | 1980年11月                         | すんまへんのブルース               | まりこのお返事はnon Non Non        | EP                                 | 7K-5                               |

### アルバム

#### オリジナルアルバム
|                        | 発売日                 | タイトル                     | 規格                   | 規格品番               |                        |
| フォーライフ・レコード | フォーライフ・レコード | フォーライフ・レコード       | フォーライフ・レコード | フォーライフ・レコード | フォーライフ・レコード |
| ---------------------- | ---------------------- | ---------------------------- | ---------------------- | ---------------------- | ---------------------- |
| 1st                    | 1981年                 | 小林万里子ファーストアルバム | LP                     | 28K-21                 |                        |
| 千林レコーズ           |                        |                              |                        |                        |                        |
| 2nd                    | 2011年9月9日           | 朝起きたら…                  | CD                     | SBR-101                |                        |